# Камерофон

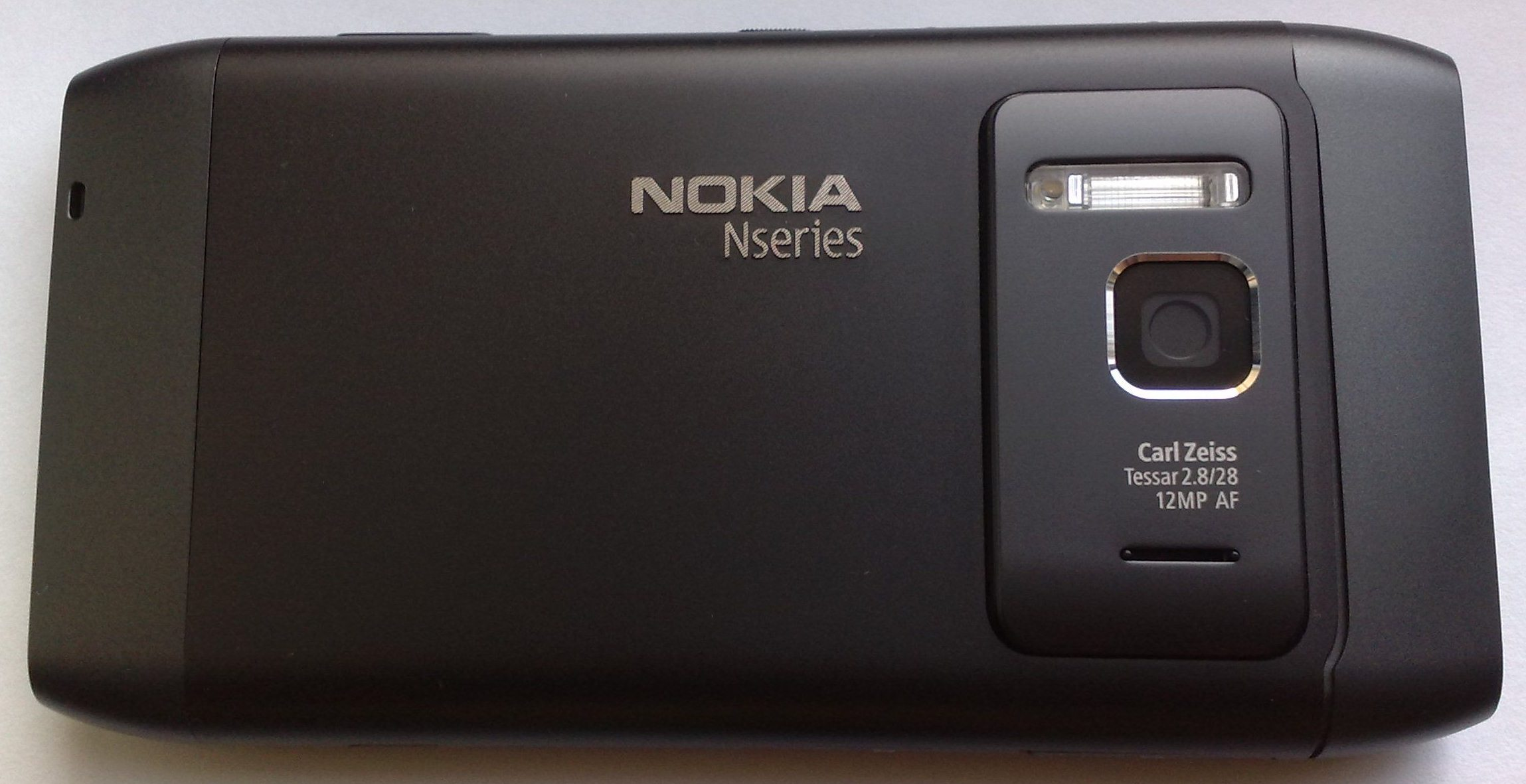
Смартфон Nokia N8, один из первых смартфонов Nokia с 12-мегапиксельным автофокусным объективом и один из немногих камерофонов (первым был Nokia N82) с ксеноновой фотовспышкой

Камерофон — мобильный телефон/смартфон, имеющий встроенную фотокамеру, сравнимую по качеству с отдельным цифровым фотоаппаратом.

## Особенности конструкции
Изначально встроенная камера предназначалась для сервиса MMS, а камерофоном назывался любой телефон с фотокамерой.
Сейчас словом «камерофон» чаще называют не любой телефон с камерой, а именно телефон с качественной камерой и обладающий специальными фотографическими функциями.
Такой телефон чаще всего обладает высоким разрешением матрицы, ксеноновой и/или светодиодной фотовспышкой, дополнительными элементами управления (оптическая стабилизация и лазерный автофокус), а также особым фотоинтерфейсом и программным обеспечением для обработки фотографий и передачи их в блог.
Наличие в некоторых моделях сотовых телефонов встроенного GPS-навигатора позволяет добавлять к фотографиям, в которых содержится информация о месте съёмки геометки (геотаргетинг).
Также, большое внимание уделяется программным технологиям улучшения качества снимка и дополнительным режимам съёмки.
Сейчас практически все модели мобильных телефонов (кроме самых дешёвых; или специализированных, например корпоративных или детских) снабжают фотокамерами не менее 0,3 мегапикселя (разрешение VGA). Телефоны достаточно высокого класса без фотокамеры (например, Sony Ericsson M600), предназначенные в первую очередь для корпоративных пользователей, не оборудованы ей, поскольку в ряде организаций могут быть запреты на пронос устройств со средствами фиксации изображений.
Обычно камера встраивается в телефон с тыльной стороны, но имеются модели, имеющие камеры на поворотных блоках с торца корпуса. Некоторые телефоны, предназначенные для работы в сетях третьего поколения, имеют, помимо основной, ещё одну камеру (обычно меньшего разрешения, на 0,3 мегапикселя) с фронтальной стороны корпуса для видеотелефонии. На вторую половину 2015 года существуют смартфоны (китайских производителей), оснащённые фронтальными модулями от 5 до 13 Мп. Камеры большинства флагманских смартфонов пишут видео в Full HD и поддерживается одновременная запись с основной и фронтальной камер.
В 2015 и особенно 2016 годах производители сменили курс от постоянного наращивания числа мегапикселей в смартфонах к повышению размеров отдельных пикселей, зачастую жертвуя разрешением камер. Многие флагманы 2016 года имеют основную камеру разрешением 12 Мп; китайские смартфоны имеют в основном камеры разрешением 16 Мп (только Sony в своих флагманах не стала снижать разрешение, оставив его на уровне 23 Мп). Из-за такого сверхвысокого для смартфонов разрешения камеры размер пикселей получился маленьким, что не позволяет сенсору захватывать достаточно для получения снимков высокого качества света и приводит к появлению большого количества  шумов на фото и видео. Камеры Samsung Galaxy S7, Google Pixel и iPhone 7, считающиеся на 2016 г. лучшими, имеют разрешение 12 Мп, что позволило повысить размер, а соответственно, и светочувствительность пикселей, снизив уровень шумов и сделав картинку более чёткой.
Камеры всех флагманов, начиная с 2015 года, способны снимать видео в Ultra HD.
На начало 2017 года представлены смартфоны с двумя и тремя тыльными камерами (основная камера высокого разрешения (напр., на 48 Мп), квадрокамера с перископным модулем (порядка 8 Мп), широкоугольная (порядка 8 Мп), и камера для макросъёмки (порядка 2 Мп).
Как правило, в обычных недорогих смартфонах нет оптического зума, есть просто несколько камер, переключаясь между которыми, процессор меняет фокусное расстояние; если камера одна, то это обычный цифровой зум, когда телефон просто вырезает кадр из общей картины и увеличивает его в размере. Но в камерофонах зачастую имеется полноценный оптический зум.

## История
В октябре 1999 года в Японии вышел телефон VP-210 производства Kyocera. Аппарат был оснащён 0,1 Мп КМОП-матрицей. Вслед за ним телефон с похожими характеристиками камеры был выпущен на рынок Японии в конце 2000 года компанией Sharp, модель называлась J-SH04, имела цветной STN дисплей на 256 цветов и вес всего 74 грамма.
В 2002 году на рынке появился первый европейский камерофон от Nokia — Nokia 7650 . Он позволял делать снимки с максимальным разрешением 640×480 пикселей, сохраняя их в формате JPEG и позволяя сразу передать через MMS. Помимо этого режима съёмки, обозначенного как «Нормальный», в аппарате были предусмотрены ещё два: «Портрет» с разрешением 80×96 и «Ночной», в котором искусственно поднималась светочувствительность матрицы, что приводило к увеличению шумов на изображении.
В этом же 2002 году вышел первый смартфон от  Sony Ericsson, модель Sony Ericsson P800, также имеющая камеру с разрешением 640×480.
В 2003 году появилась модель Sony Ericsson P900 (камера 640×480 с улучшенным качеством и возможностью записи видео)
В 2004 году вышел смартфон Nokia 7610 — первый в Европе массовый аппарат с 1-мегапиксельной камерой (разрешение 1152×864). Появившийся ранее (в том же году) Sharp GX30 имел намного меньшие общие количества поставок. В 2004 году продажи камерофонов достигли 257 миллионов аппаратов, что составляло 38% от числа всех мобильных телефонов, проданных в 2004 году.
Аппараты с 2- и 3,2-Мп камерами стали привычным явлением с выходом линейки К- и C-серии от Sony Ericsson в 2005[уточнить] году.
8-мегапиксельной аппарат G800 стал сенсацией от Samsung в 2009 году.
На выставке MWC 2012 года был представлен аппарат Nokia 808 PureView с камерой в 41 Мп, размер его матрицы составляет 1/1,2".
В 2012 году вышел первым смартфон с настоящей системой оптической стабилизации - Nokia Lumia 920.
В 2013 году флагманские смартфоны Samsung, Sony, LG и других производителей оснащены основными камерами с разрешением 13 Мп и фронтальными 1,9—2,1 Мп, поддерживается одновременная съёмка основной и фронтальной камерой, в том числе видео в Full HD.
12 июня 2013 года был официально анонсирован Samsung Galaxy S4 Zoom — смартфон с 16-мегапиксельной камерой с 10-кратным оптическим зумом и мощной вспышкой. Размер матрицы составляет 1/2,3", что в 3 раза меньше, чем в Nokia 808 и в 2 раза меньше, чем в Nokia Lumia 1020.
11 июля 2013 года анонсирован Nokia Lumia 1020 — смартфон с 41-мегапиксельной камерой и оптической стабилизацией. В отличие от своего предшественника — Nokia 808 PureView — имеет уменьшенную матрицу (2/3"), что сказалось на качестве фотографий (повышенный уровень шума даже в дневное время съемки).
Осенью 2013 года был анонсирован Sony Xperia Z1, получивший камеру разрешением 20,7 Мп. Этот смартфон, как его предшественник и последователи линейки, способен снимать даже под водой.
Одновременно с увеличением разрешения камер производители увеличивают максимальное разрешение видео. Все флагманы на конец 2013 года снимают в Full HD.
Осенью 2013 года был представлен Acer Liquid S2 — первый смартфон, снимающий видео в Ultra HD. В тот же день представили Samsung Galaxy Note 3, имеющий такую же функцию. Samsung Galaxy S5 также снимает в этом формате.
Анонсированный в феврале 2014 года Sony Xperia Z2 получил камеру 20,7 Мп с первой в мире системой цифровой стабилизации изображения и съёмкой видео в Ultra HD.
27 марта 2018: состоялся анонс Huawei P20 Pro с тройной камерой Leica, состоящей из трёх сенсоров: основная камера на 40 Мп, монохромная камера на 20 Мп и телеобъектив на 8 Мп. Отличительной особенностью является высокая светочувствительность ISO 102400 и гибридный пятикратный зум без существенной потери качества.
Декабрь 2018: Xiaomi показала тизер смартфона с камерой в 48 Мп, ожидается, что новинка появится в начале 2019 г.
В феврале 2021 Samsung представила 1/1,12-дюймовый датчик для мобильных камер ISOCELL GN2 (50 Мп, размер пикселей 1,4 микрометра), который стал самым крупным мобильным датчиком изображения на рынке; Sony в апреле готово представить первый 1-дюймовый сенсор для мобильных камер под названием IMX800 (новый сенсор дебютирует в смартфонах Huawei серии P50), однако на самом деле он будет иметь оптический формат не 1, а 1/1,18 дюйма.
В 2021—2022 гг. знаменитая Leica выпускает камерофоны под своим брендом: Leitz Phone 1 (на базе Sharp Aquos R6, с фирменным 1″ сенсором и оптикой Leica Summicron на 20,2 Мп, лазерный автофокус) и Leitz Phone 2 (на базе Sharp Aquos R7, 1″ сенсор с разрешением 47,2 Мп).
В 2022 г.  первое место в рейтинге мобильных камер DxOMark занял флагман от Huawei, Mate 50 Pro.
Весной 2023 командой DxOMark первое место в рейтинге было отдано смартфону Oppo Find X6 Pro (см. также Oppo Find X).

## Качество снимков
Изображения, полученные с этих телефонов, мало отличаются от изображений, полученных с помощью бюджетных цифровых фотоаппаратов. Но всё же качество изображения обычно ниже, чем в фотоаппаратах. Это объясняется использованием недорогих ПЗС-матриц небольшого физического размера, объективов с несовершенной оптикой (система автофокуса используется практически во всех камерофонах), а также агрессивных методов обработки изображения.
В целом, из-за этого теряются детали изображения, присутствует много шумов, цветопередача является менее естественной. Благодаря программной обработке изображения снимок выглядит субъективно лучше, ярче, насыщенней, хотя при этом сильно ухудшается цветопередача и детализация. При съёмке в ночное время фотографии чаще всего получаются недоэкспонированными и сильно зашумлёнными.

## Культурное влияние
С появлением камерофонов появилась новая разновидность фотографического искусства — мобилография.